# Витебский государственный медицинский колледж
Витебский государственный медицинский колледж имени академика И.П.Антонова(ВГМК) (бел. Віцебскі дзяржаўны медыцынскі каледж) — учреждение среднего специального образования Республики Беларусь, один из старейших в стране колледже (основан в 1871 году).

## История
На основании архивных материалов Национального исторического архива Беларуси, энциклопедическх данных и научных исследований установлено, что первая фельдшерская школа была открыта при Витебской больнице Приказа общественного Призрения 15 ноября 1871 года (Постановление № 2547).
В соответствии с приказом от 4.11.2016 года № 504 управления здравоохранения Витебского областного исполнительного комитета, подписанного начальником управления Ю.Н. Деркачем, внесены изменения и дополнения в Устав колледжа.
Историческая дата создания колледжа 15 ноября 1871 года.
Полный курс обучения в фельдшерской школе составлял четыре года. Воспитанники принимались не моложе 12 лет. Они изучали русский язык, латынь, арифметику, анатомию, фармакологию, Закон божий, «правила хождения за больными». Получали практические навыки оспопрививания, кровопускания, «костоправство», «возвращение к жизни мнимо умерших», «вскрытие мертвых тел», «извлечение зубов», составления лекарств и «писание» рецептов, «делание повязок» и прочие «практические упражнения». Состоялось 5 выпусков. В связи с вступлением в 1879 году Витебской губернии в паевое (за счет земских сборов) содержание Могилевской центральной фельдшерской школы (для Витебской, Могилевской, Минской губерний) подготовка специалистов была продолжена в городе Могилеве.
Витебский акушерский техникум был открыт 1 мая 1921 года как Школа акушерок, реорганизованная в январе 1923 г. в акушерский техникум, затем - медицинский техникум, расположенный тогда по улице Льва Толстого 14.
Реорганизация была проведена в соответствии с Постановлением 1-го Всероссийского съезда по медицинскому образованию и на основании письма Витебскому губернскому отделу здравоохранения от 17 августа 1921 года № 2737, подписанного первым народным комиссаром здравоохранения Николаем Александровичем Семашко.
На базе медицинского техникума в 1932 году был открыт вечерний зубоврачебный институт. В 1935 году было выпущено 46 зубных врачей. В 30-е годы также осуществлялась подготовка помощников врачей-лечебников, помощников санитарных врачей, акушеров, фармацевтов. Последний довоенный выпуск учебного заведения состоялся в 1941 году.Заведующие медицинского (акушерского) техникума: Спивак Г.И. (с 01. 05. 1921), Генкин С.М. - (с 31 декабря 1922), (Окунев М.А. – с 17 ноября 1923). 17 февраля 1924 г. заведующим (директором) назначен Гусинский Самуил Соломонович, проработавший в этой должности до 1932 года.
Витебское медицинское училище было открыто в 1953 году на основании постановления Совета Министров СССР от 31 августа 1953 года №11418-Р и приказа Министерства здравоохранения СССР от 04 сентября 1953 года №731 на базе Витебского медицинского института и закрыто в 1957 году (директор - Свирский Александр Титович).
В 1963 году на базе областной клинической больницы города Витебска вновь было открыто медицинское училище (Постановление Совета Министров БССР от 10 ноября 1963 года №532 и приказ Министерства здравоохранения БССР от 12 ноября 1963 года №110).
В 1967 г. в распоряжение училища передается двухэтажное здание учебного корпуса по ул. Набережная Фрунзе, д. 6, а в 1997 г.- учебный корпус по ул. Правды, д. 24 и спортивный зал по ул. Гоголя, д. 8.
В 1966 г. открываются акушерское, в 1967 г. - санитарно-фельдшерское, в 1969 г. - зуботехническое отделения. Вечернее медсестринское отделение существовало с 1970 г. по 1991 г., а зуботехническое до 1994 года. В 1995 году открывается отделение «Лабораторная диагностика».
С января 1997 года открыто отделение повышения квалификации для специалистов со средним медицинским образованием.
В 2004 году получена лицензия Министерства образования Республики Беларусь на образовательную деятельность.
В 2006 г. после аттестации и аккредитации училище переименовано в Учреждение образования «Витебский государственный медицинский колледж» с правом на повышение квалификации и переподготовку кадров со средним специальным образованием.
В сентябре 2013 года после капитального ремонта и модернизации сдано в эксплуатацию студенческое общежитие на 129 мест по улице Ломоносова, 20.
С 1 сентября 2014 года открыта подготовка по специальности «Фармация».
30 марта 2015 года состоялось торжественное открытие исторической аллеи колледжа.
В январе 2016 года впервые открыта переподготовка по специальностям «Анестезиология» (медицинская сестра-анестезист) и «Хирургия» (медицинская сестра операционная), в 2018 году - по специальности 2-81 04 07 «Лечебный массаж» (массажист).
28 февраля 2017 года за большой вклад в реализацию социальной политики Республики Беларусь учреждение образования награждено Почетной грамотой Национального собрания Республики Беларусь.
С 1 октября 2018 года учреждение образования переименовано в «Витебский государственный медицинский колледж имени академика И.П.Антонова».
В декабре 2018 года получена бессрочная лицензия Министерства образования Республики Беларусь на образовательную деятельность.
В 2019 году открыто повышение квалификации по специальности «Фармация».
С 1964 по 1994 годы - директор Становенко Мария Андреевна.
С 1994 по 2012 годы - директор, доцент Цецохо Александр Владимирович.
С 2012 по 2022 годы - директор, доцент Валентина Ивановна Заяц.
С февраля 2022 года колледж возглавляет Елена Александровна Орлова.

## Специализация
- Колледж осуществляет подготовку по следующим специальностям[2]:
- Лечебное дело
- Медико- профилактическое дело
- Медико-диагностическое дело
- Сестринское дело
- Фармация